# تيرينس ارين
تيرينس ارين (بالإنجليزية: Terrence Warren)‏ هو منافس ألعاب قوى أمريكي، ولد في 2 أغسطس 1969.